# Le Retour d'un aventurier
Le Retour d'un aventurier  es una película del año 1966.

## Sinopsis
Un hombre regresa a su pueblo natal cargado con típicos trajes de vaquero y forma una banda con sus viejos amigos. Metiéndose en el papel, los vaqueros siembran el pánico en el pueblo: se pelean, roban y atracan. A través de este western de estilo popular africano, Moustapha Alassane subraya el mimetismo de los africanos.